# Cara Theobold
Cara Theobold (Wakefield, 8 gennaio 1990) è un'attrice britannica. È nota soprattutto per aver interpretato Ivy Stuart nella terza e quarta stagione di Downton Abbey, un ruolo che le valse il Screen Actors Guild Award per il miglior cast in una serie drammatica nel 2014.

## Filmografia parziale

### Cinema
- Ready Player One, regia di Steven Spielberg (2018)
- Promises, regia di Amanda Sthers (2021)

### Televisione
- Downton Abbey - serie TV, 15 episodi (2012-2013)
- Lovesick - serie TV, 1 episodio (2014)
- L'amore e la vita - Call the Midwife (Call the Midwife) - serie TV, 1 episodio (2015)
- Crazyhead - serie TV, 6 episodi (2016)
- Absentia - serie TV, 20 episodi (2016-2019)
- Delitti in Paradiso (Death In Paradise) - serie TV, episodi 12x06-12x07 (2023)

## Doppiatrici italiane
- Chiara Gioncardi in Downtown Abbey, Crazyhead, Promises
- Emanuela Damasio in Lovesick, Absentia
- Eva Padoan in Delitti in Paradiso